# Departamentul Basse-Banio
Departamentul Basse-Banio este un departament din provincia Nyanga  din Gabon. Reședința sa este orașul Mayumba.